# Fantabulous (Oliver Nelson)
Fantabulous è un album a nome di Oliver Nelson and His Orchestra, pubblicato dalla Argo Records nel 1964. Il disco fu registrato il 19 marzo del 1964 all'Universal Recording Studio di Chicago, Illinois (successivamente registrato di nuovo alla RCA di Chicago).

## Tracce
Lato A
1. Hobo Flats – 4:12 (Oliver Nelson)
2. Post No Bills – 5:28 (Oliver Nelson)
3. A Bientot – 3:44 (Billy Taylor)
4. Three Plus One – 3:24 (Oliver Nelson)

Lato B
1. Take Me with You – 5:25 (Willie Jean Tate, Oliver Nelson)
2. Daylie's Double – 4:00 (Audrey Nelson)
3. Teenie's Blues – 4:05 (Oliver Nelson)
4. Laz-ie Kate – 3:59 (Oliver Nelson)

## Musicisti
- Oliver Nelson - sassofono tenore, arrangiamenti, conduttore musicale
- Jerome Richardson - sassofono baritono, flauto, flauto alto
- Phil Woods - sassofono alto, clarinetto
- Robert Ashton - sassofono tenore, clarinetto
- Kenny Soderblom - sassofono alto, flauto
- Art Hoyle - tromba
- Snooky Young - tromba
- Roy Wiegano - trombone
- Tony Studd - trombone basso
- Patti Bown - pianoforte
- Ben Tucker - contrabbasso
- Grady Tate - batteria